# Magnesia del Sípilo

Mapa con algunas de las principales antiguas ciudades griegas de Eólida, en la zona septentrional de Asia Menor. Magnesia del Sípilo figura al noreste de Esmirna.

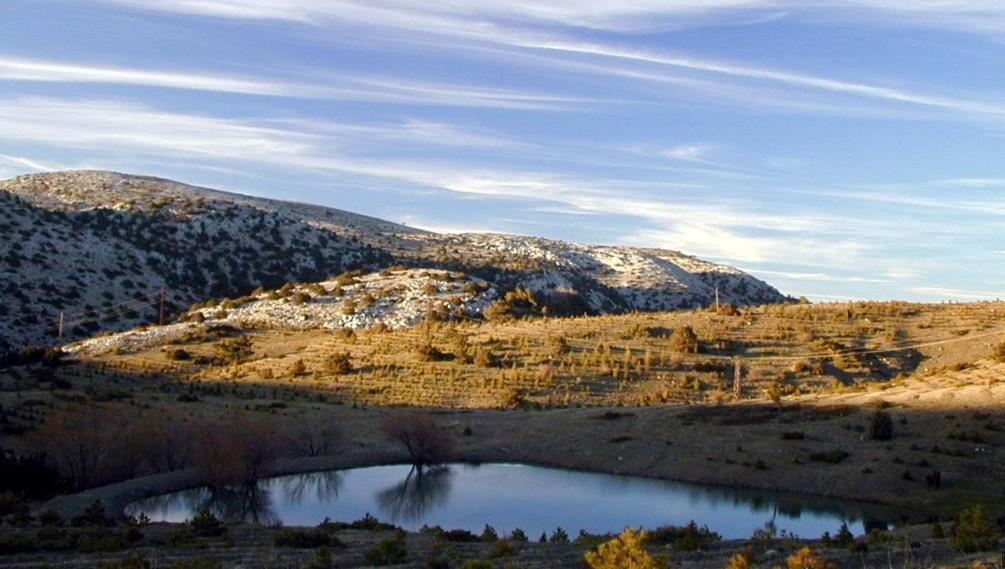
Monte Sípilo y lago Atalani, en Manisa, la antigua Magnesia del Sípilo.

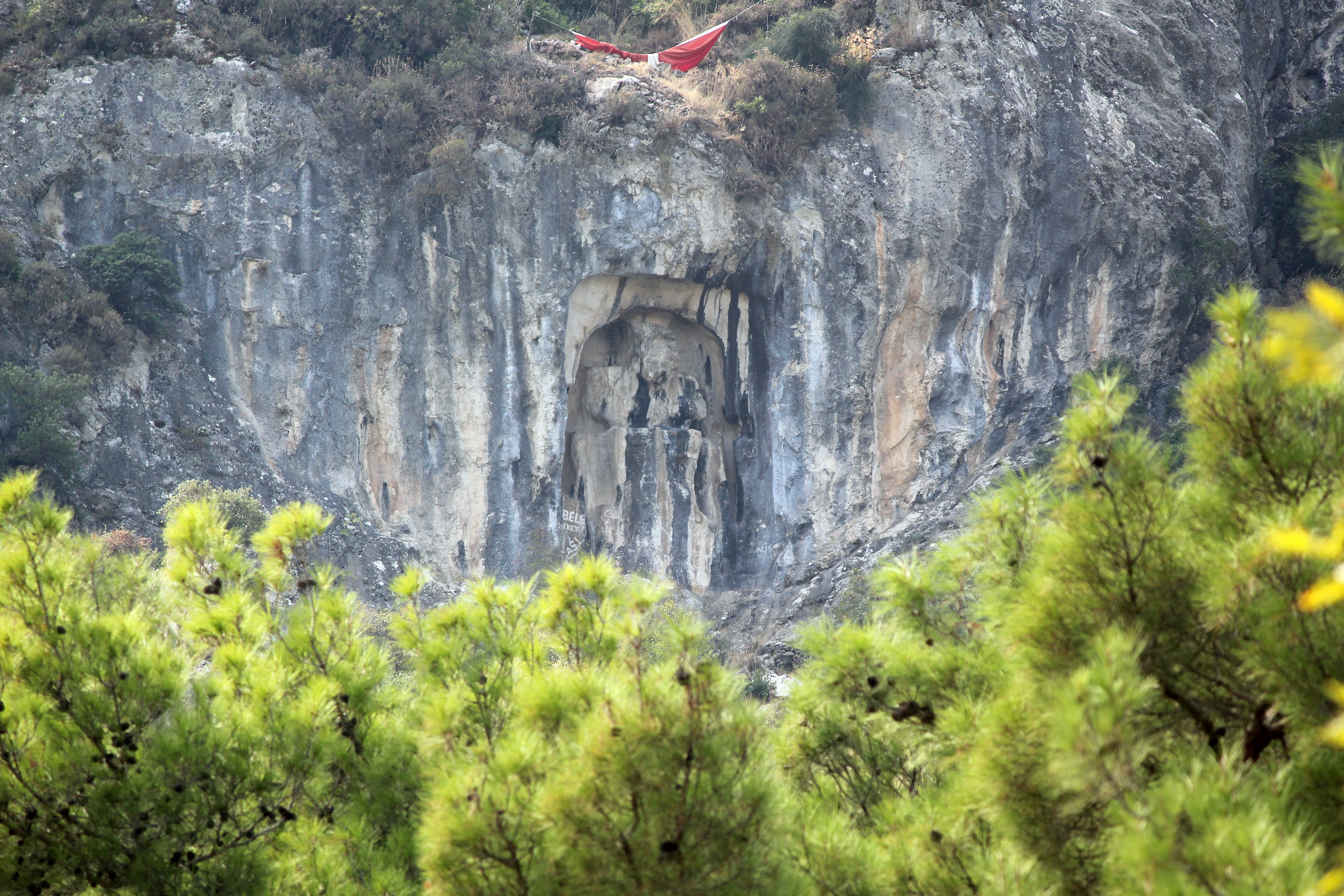
Estatua hitita en el monte Sípilo.

Magnesia del Sípilo (en latín Magnesia ad Sipylum; en griego antiguo Μαγνησία ὑπὸ Σιπύλῳ) fue una ciudad de Lidia, situada a unos 65 km de Esmirna (en turco İzmir), al pie noroccidental del monte Sípilo y en la parte sur del río Hermo (actual Gediz). Igual que su homónima de Jonia, fue supuestamente una fundación de la Magnesia de Tesalia. En la actualidad está ubicada en la ciudad de Manisa, en Turquía.
Su fama derivaba de la importante batalla librada ante sus murallas, entre los romanos dirigidos por el cónsul romano Lucio Cornelio Escipión Asiático, y Antíoco III el Grande en el 190 a. C., en la que el rey seléucida fue derrotado y perdió a continuación sus posesiones en Asia Menor. La ciudad se rindió rápidamente a los romanos.
Durante la guerra con Mitrídates del Ponto (132 a. C.-63 a. C.), en el siglo I a. C., los habitantes de la ciudad se defendieron del ataque de los pónticos. 
Fue una ciudad importante bajo el dominio romano, y durante el reinado de Tiberio la ciudad fue destruida por un terremoto. Dicho emperador contribuyó económicamente en la reconstrucción. 
Aún era una ciudad de cierta importancia en el siglo V y siguió siendo mencionada durante el Imperio bizantino.
Fue una de las pocas ciudades que continuó siendo próspera, en esta parte de Asia Menor, bajo el gobierno otomano. Fue residencia temporal de los sultanes turcos.
La más famosa reliquia de la Antigüedad es la Níobe de Sípilo (Suratlu Tash) en las estribaciones del monte, a unos 6 km de la ciudad. Es una colosal imagen sedente cortada en un nicho rocoso, de origen hitita, y quizás la que Pausanias llamó la estatua más antigua de la Madre de los dioses, tallada por Broteas, hijo de Tántalo, y cantada por Homero. Cerca de ella hay muchos restos de una primitiva ciudad, y sobre un kilómetro al este está la estatua que se conjetura que identificó Pausanias como el Trono de Pélope. También hay fuentes termales y una gruta sagrada de Apolo.